# Lista localităților din Tuvalu
În statul Tuvalu nu există orașe. Lista de jos cuprinde satele și cartierele existente.

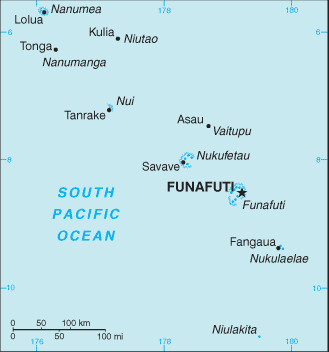
Harta Tuvalului

- Alapi
- Angafoulua
- Asau
- Fakaifou
- Fangaua
- Fenua Tapu
- Fongafale
- Funafuti - Capitala
- Kulia
- Lolua
- Savave
- Senala
- Tanrake
- Tokelau
- Tonga
- Tuapa
- Tumaseu
- Vaiaku